# 口泉街道
口泉街道 (大同市)，是中国山西省大同市城区下辖的一个乡镇级行政单位。

## 行政区划
口泉街道 (大同市)共辖以下地区：
口泉街社区、泉峪路社区、金凤凰社区、道东街社区、泉武街社区、泉民街社区。